# Vlk africký
Vlk africký (dlouhou dobu Canis aureus, následně Canis lupus lupaster, poté Canis anthus, nyní Canis lupaster) je druh psovité šelmy, která se vyskytuje v severní a severovýchodní Africe. Jedná se o nově klasifikovaný druh, dříve řazený do komplexu poddruhů šakala obecného, jehož přesné zařazení je stále předmětem bádání. Má v sobě mix genetického materiálu vlka obecného a vlčka etiopského. Jedná se o středně velkou psovitou šelmu s krémovo-pískovo-rezavo-hnědo-šedo-černým zbarvením srsti. Čumák má relativně úzký, uši naopak velké. Stavba těla je, podobně jako u ostatních vlků žijících v teplém prostředí, spíše subtilní. Dospělý jedinec váží 6 až 16 kg. Ač jde geneticky o odlišné druhy, vzájemná podobnost se šakalem obecným je zjevná a je daná konvergenční evolucí.
Jako biotop preferuje vlk africký polopouště a savany s nízkou trávou. Žije i v horských oblastech, přímořských krajinách, lidmi pozměněných stanovištích i pouštích, s výjimkou jejich extrémně suchých částí. Je to všežravá šelma s preferencí masité stravy. Živí se především bezobratlými a malými a středně velkými obratlovci. Požírá i mršiny, ovoce a lidmi produkované odpadky. Je to monogamní a teritoriální zvíře. Žije většinou v párech nebo v malých skupinách tvořených rodičovským párem a několika jejich potomky.
Mezinárodní svaz ochrany přírody (IUCN) hodnotí druh jako málo dotčený.

## Historie, taxonomie

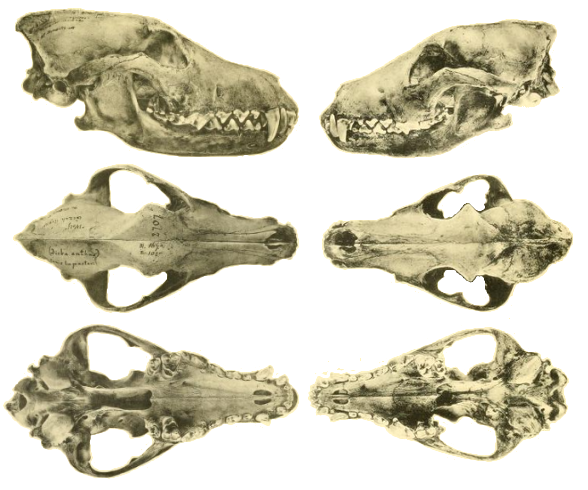
Srovnání lebky vlka afrického (vlevo) a šakala obecného

Afričtí vlci byli poprvé zmíněni Aristotelem, který konstatoval, že jde o šelmy menší než jsou jejich řečtí příbuzní. První vědecký popis publikoval Georges Cuvier v roce 1820 a zvíře nazval Canis anthus. Jméno je však považováno za nomen dubium a nejnovější vědecké publikace ho neuznávají, neb popis vycházel z chybného exempláře (zřejmě šakala pruhovaného), který se navíc ztratil. V roce 1832 dostal druh nové, v současnosti platné vědecké jméno, a to Canis lupaster. Dva němečtí přírodovědci Wilhelm Hemprich a Christian Gottfried Ehrenberg ho vybrali proto, že zvíře jim připomínalo vlka. Autoři v 19. a 20. století se různě dohadovali, zda je šakal obecný a vlk africký jeden druh či nikoli. Britský biolog St. George Jackson Mivart, který v roce 1890 publikoval svou knihu o psovitých Dogs, Jackals, Wolves and Foxes: A Monograph of the Canidæ, byl pro rozdělení na dva druhy, a to především na základě celkové velikosti, rozdílnosti ve zbarvení a relativní velikosti uší. Sám však konstatoval, že nejde o znaky zcela jasné a nezpochybnitelné. Proběhly pokusy zvíře ztotožnit i s vlkem indickým – poddruhem vlka obecného. Německý zoolog Ernst Schwarz vlka afrického nicméně v roce 1926 zařadil mezi šakaly. Tím však spory nekončily – dalším zvířetem, s nímž byl vlk africký spojován, případně k němu zařazován, byl vlk arabský. V roce 1981 přišel zoolog Walter Ferguson s návrhem zařadit vlka afrického jako poddruh vlka obecného, a to na základě morfologického srovnání se šakalem obecným a vlkem arabským.
Konečné rozřešení systematiky vlka afrického přinesl nečekaný objev vlka v oblasti Danakilské prolákliny v Eritreji v roce 2002 a především výzkumy DNA ve druhém desetiletí 21. století. V roce 2011 se potvrdilo, že mitochondriální DNA „šakalů obecných“ z Egypta a Afrického rohu je daleko bližší vlkům než šakalům. Další studie provedená v roce 2012 na podstatně širším geografickém vzorku zvířat z celé severní a severovýchodní Afriky to potvrzovala a doporučovala přeřadit šelmu, do té doby stále většinou vědců považovanou za šakala, mezi vlky. Konstatovala rovněž velkou genetickou diverzitu afrického vlka. Studie z roku 2015 uvedla, že fylogenetická odlišnost vlka afrického od šakala je 6,7 %, což je více než odlišnost mezi vlkem obecným a kojotem (4 %) a vlkem obecným a psem domácím (0,2 %). A definitivně potvrdila status šelmy jako samostatného druhu. Zkoumání celého genomu přineslo následující výsledky. Vlk africký se od vlka obecného odlišuje v přibližně 72 párech (±30) na každých 50 000 komplementárních párů bází. U šakala obecného tato odlišnost vůči vlkovi obecnému činí cca 87 párů (±29) a rozdíl mezi šakalem obecným a vlkem africkým je asi 94 párů (±31) na každých 50 000 párů bází.
Z hlediska fylogeneze se Canis lupaster oddělil od kladu zahrnujícího vlky a kojoty před 1 000 000 až 1 700 000 lety. Není blízce spřízněn se šakalem obecným, jak se dlouho předpokládalo. Morfologická podobnost těchto druhů je dílem konvergenční evoluce a ne skutečné příbuznosti obou druhů. Předpokládá se, že vlk africký se vyvinul v Eurasii z většího druhu psovité šelmy, ale po osídlení Afriky se postupně na základě selekčních tlaků zmenšoval.

### Poddruhy
Tradičně se udávalo šest poddruhů této šelmy, případně sedm, ale taxonomická revize jejich existenci zpochybnila. Přehled psovitých z roku 2018 (Castelló, José. Canids of the World) píše o třech poddruzích, nicméně zároveň uvádí, že genetické studie jejich existenci nepotvrzují:
- vlk africký egyptský (Canis lupaster lupaster)[15] – většina území severní a severovýchodní Afriky
- vlk africký senegalský (Canis lupaster anthus)[16] – Senegal
- vlk africký serengetský (Canis lupaster bea)[17] – Keňa, Tanzanie, Rwanda, Uganda

## Popis
Vlk africký je středně velká psovitá šelma. Tělo dosahuje délky 64 až 94 cm, ocas měří 20 až 36 cm a výška v kohoutku se pohybuje mezi 38 a 45 cm. Hmotnost osciluje mezi 6 až 16 kg. Nejvyšší hmotnost je na dolní hranici hmotnosti nejmenšího poddruhu vlka obecného – vlka arabského, který váží 14 až 20 kg. Tělo vlka arabského nedosahuje nijak zásadně větších rozměrů, ale je poněkud mohutnější než tělo vlka afrického. Naopak šakal obecný váží 5 až 13 kg, takže je nepatrně menší. Maximální délka lebky vlka afrického je 18,4 až 19,8 cm. Kondylobazální délka lebky (vzdálenost od mezičelisti k týlním hrbolkům) se pohybuje mezi 14 až 16,3  cm. Celkově je stavba lebky více podobná kojotovi nebo vlkovi obecnému než šakalům či vlčkovi etiopskému. Tělo je štíhlé až středně zavalité. Nohy jsou dlouhé a relativně tenké. Čumák má protáhlý tvar. Uši jsou velké a zašpičatělé. Relativně velké uši jsou jedním z rozlišovacích znaků vůči šakalovi obecnému.
Zbarvení kožichu se liší mezi jedinci a různými oblastmi jejich výskytu. Žádné zvíře není uniformně jednobarevné, vždy se u něj prolíná více barev. Barvy chlupů oscilují od krémové (téměř bílé) na břiše a na spodní straně čumáku až po černou na hřbetě (někdy i bocích) a vrchní straně ocasu. Zbývající části těla mají odstíny plavé, pískové, rezavé, šedé či hnědé.

Sluch a čich má vlk africký vynikající, zrak dobrý.

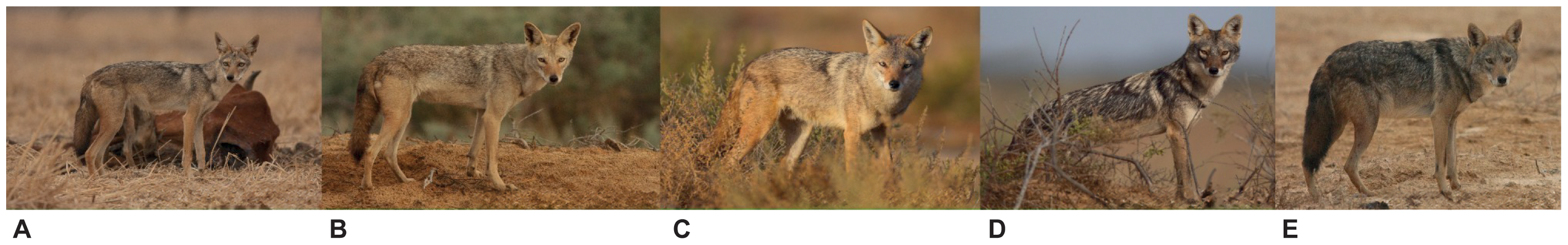
Fenotypy vlka afrického – od drobnějšího šakalu podobného (vlevo) po mohutnějšího vlka obecného připomínajícího (vpravo)

## Rozšíření a biotop
Vlk africký se vyskytuje v těchto státech či územích: Senegal, Západní Sahara, Mauretánie, Mali, Maroko, Alžírsko, Tunisko, Libye, Niger, Nigérie, Středoafrická republika, Čad, Egypt, Súdán, Jižní Súdán, Etiopie, Eritrea, Džibutsko, Somálsko, Keňa, Tanzanie. S velkou pravděpodobností žije i v Demokratické republice Kongo, Ugandě a Rwandě.
Jako biotop mu slouží rozličné typy přírodních krajin, avšak obecně preferuje sušší krajinu, nejlépe polopouště nebo savany s krátkou či středně dlouhou trávou. Vysloveně aridním oblastem se vyhýbá. Obývá rovněž různé oblasti severoafrického subtropického Středomoří – borové či dubové háje, makchie a jiné biotopy. Nevadí mu ani člověkem narušená krajina, dokáže žít i v blízkosti lidského osídlení. Vyskytuje se až do nadmořských výšek 3800 metrů. V některých oblastech jde o zvíře velmi běžné, ovšem záleží na dostupnosti potravy.

## Ekologie a chování

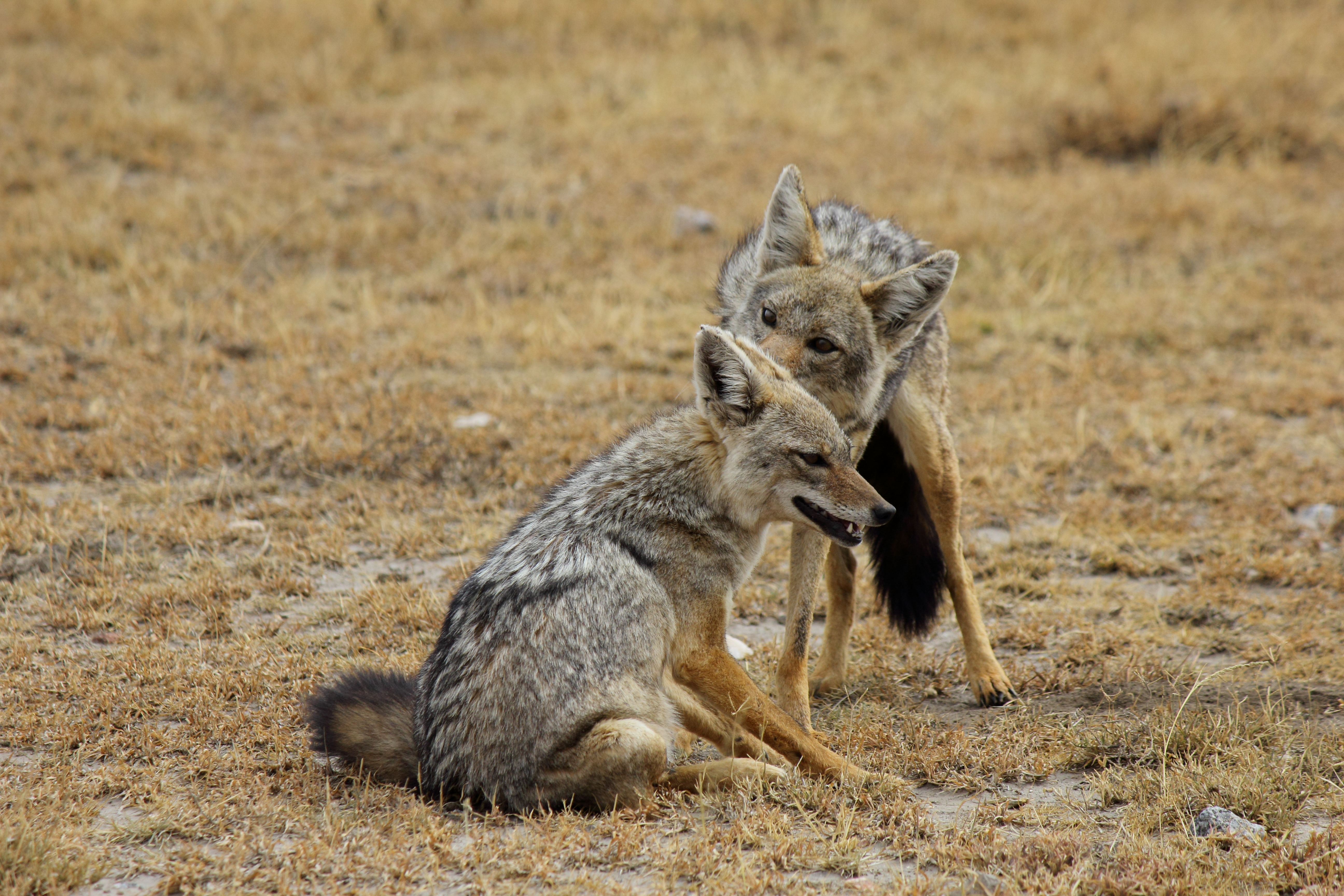
Pár vlků afrických v NP Serengeti

Vlk africký žije osamoceně, v párech, malých rodinných skupinkách nebo smečkách. Nejčastější sociální jednotku tvoří rodičovský pár a jeden nebo několik potomků. Někdy jsou kromě právě odchovávaných mláďat k rodině přidruženi i „jednoročci“, neboli mláďata z loňského vrhu. Sociální flexibilita těchto psovitých je značná a jejich početnost a organizovanost závisí na různých faktorech, především na zdrojích potravy. Páry si značkují území močí a brání jej. Teritorium tvoří jádro, jehož velikost se pohybuje od cca 0,4 po několik km2. Pak je zde ještě volnější vnější území, kam případně vyrážejí vlci za potravou. To může měřit až desítky km2. Zřejmě vydrží dlouhou dobu bez vody, tekutiny při tom získává ze své kořisti.
Pokud je vyrušován lidskou činností, bývá aktivní především v noci. Nevyhýbá se ale pohybu ani za soumraku či během dne, především žije-li daleko od lidských sídel. Je to velmi vokální zvíře – vyje, štěká, ňafá, kňučí, vrčí, chechtá se. Vzájemná interakce se projevuje olizováním a oštipováním.

### Potrava

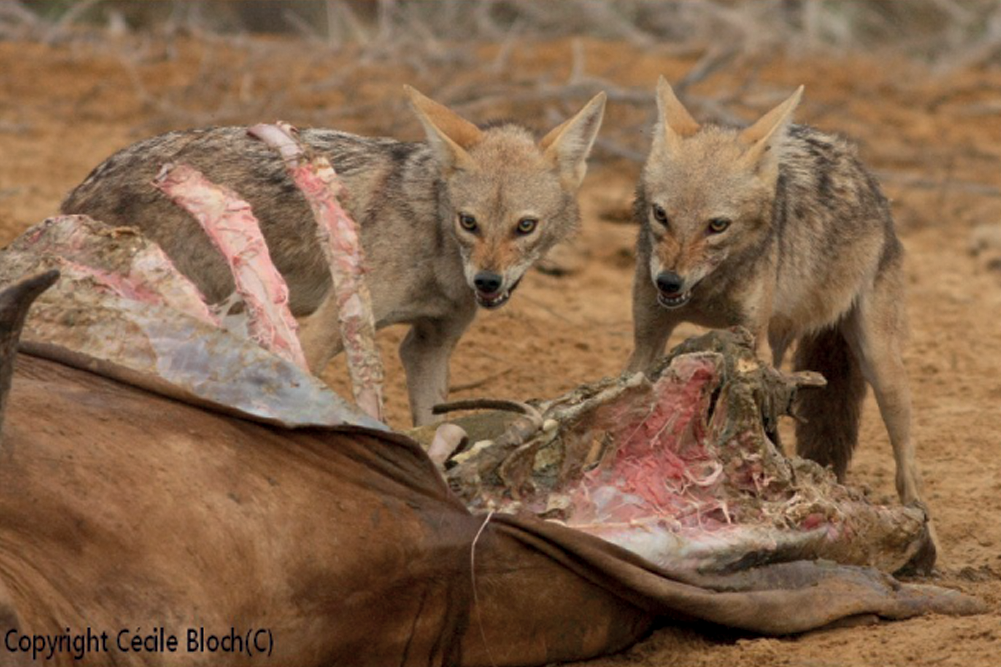
Dvojice zvířat u mršiny

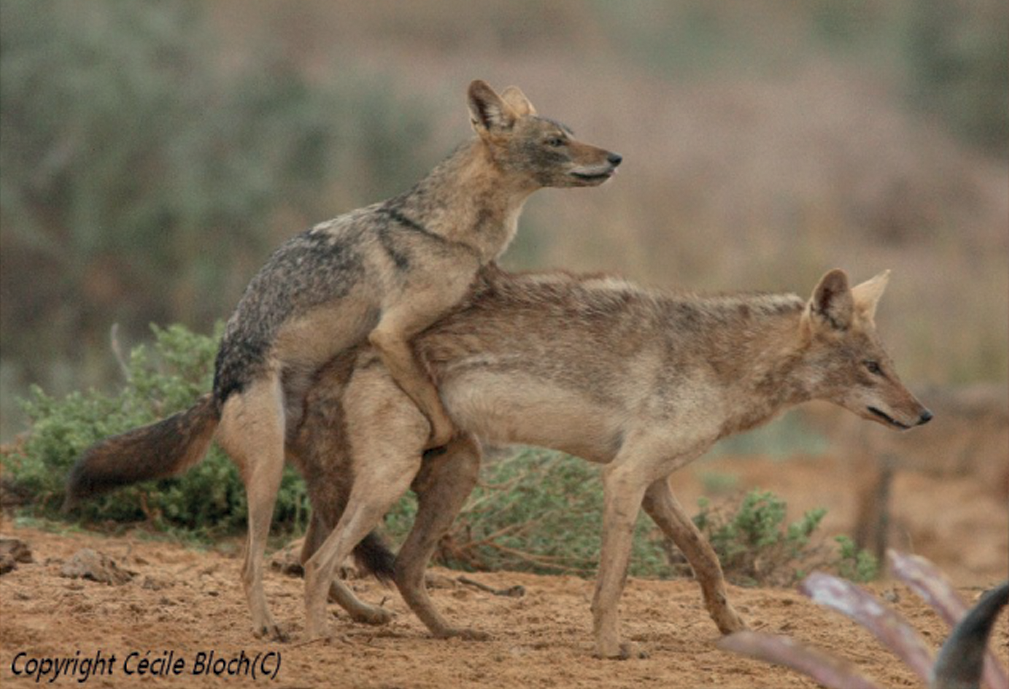
Simulovaná kopulace dvou samců v Senegalu

Vlci afričtí jsou všežravci a potravní oportunisté. Loví živočichy malé a střední velikosti, často požírají mršiny a jídelníček si doplňují rostlinnými plody (například melouny, datlemi, meruňkami, třešněmi kordia), semeny (např. akácií), rostlinami (včetně obilí) a dokonce i houbami. Jejich hlavní kořist tvoří hlodavci (nejčastěji pískomilové a veverky), zajícovci, ještěrky, hadi, ptáci (až do velikosti plameňáka), ryby, rozličný hmyz a jiní bezobratlí (například štíři či hlemýždi). Mnohdy uloví i menší kopytníky, především mláďata divokých prasat, gazel a antilop, nebo naopak stará, nemocná či zraněná zvířata. V některých oblastech tvoří podstatnou část potravy i domácí zvířata, zvláště drůbež, ovce a kozy (Alžírsko, Egypt, Niger). Živí se i lidskými jídelními odpadky. Průzkum konzumních návyků v Tlemcen Hunting Reserve v Alžírsku potvrdil přítomnost celkem 34 různých složek potravy, z toho 85 % živočišného původu. Nezkonzumovanou potravu si mnohdy zahrabávají, nicméně do 24 hodin se k ní většinou vracejí a dožerou ji. U mršin dokáží být dosti agresivní a netolerantní – například supy nekompromisně odhánějí. U větších mršin se může shromáždit mnoho vlků najednou, zaznamenaný rekord je 14.
Loví osamoceně nebo v párech. Většinou útočí krátkým výpadem, nicméně dokáží i vytrvale pronásledovat. Byl pozorován lov, kdy osamocený vlk štval samici gazely na vzdálenost asi 3 km, nicméně svou oběť nakonec nedostihl. Lov v párech zaručuje větší průměrnou úspěšnost a umožňuje strhnout i větší kořist. Takhle loví především kopytníky. Antilopy a jiné kopytníky zabíjejí tak, že jim roztrhají břicho a někdy ještě žijící oběť začnou okamžitě požírat.

### Rozmnožování, dožití
Rozmnožování probíhá mezi říjnem a začátkem jara, na území NP Serengeti je to mezi říjnem a prosincem a koreluje zde s nástupem období dešťů. Při kopulaci je pár několik minut svázán, jak je typické pro většinu psovitých. Doba březosti trvá 60 až 63 dní. Samice rodí mláďata v doupěti, což jsou většinou vyhloubené díry v zemi, mnohdy po jiném živočichovi, například hrabáčovi kapském nebo praseti bradavičnatém. V jednom vrhu bývá 1 až 9 mláďat, nejčastěji 4 až 5. Mláďata jsou matkou kojena 56 až 70 dní a postupně přikrmována jinou potravou. Část potravy obstarávají jednoročci z předchozího vrhu (pokud jsou součástí skupiny), kteří mláďata rovněž ochraňují. Jejich přítomnost pozitivně koreluje s vyšší mírou přežití mláďat. Mladí jedinci dosahují pohlavní zralosti ve věku asi jednoho roku. Maximální doba dožití ve volné přírodě se pohybuje okolo 14 let.

### Predace, nemoci
Hlavním predátorem je hyena skvrnitá. Dospělí jedinci se snaží hyeny, jež se přiblíží k doupěti, koordinovaně pronásledovat a kousat do nohou, zadnice a genitálií. Rovněž se předpokládá predace ze strany velkých kočkovitých šelem, tedy levharta a lva.
Mezi nemoci, které vlky mohou sužovat nebo jichž jsou alespoň přenašeči, patří psí parvovirus, adenovirus, coronavirus a herpesvirus.

### Kompetice, konkurence

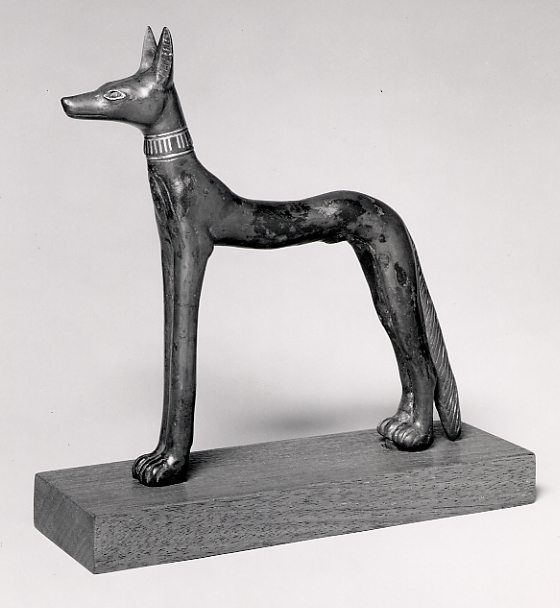
Kovová soška Vepvoveta (Egypt, 1. tisíciletí př. n. l.)

Kompetici se dvěma africkými druhy šakalů, tedy šakalem čabrakovým a pruhovaným, se vlk vyhýbá preferencí rozdílného habitatu a poněkud jinou denní aktivitou. Zabíjí sice šakalům čabrakovým mláďata, má-li k tomu příležitost, nicméně případná setkání dospělých jedinců u kořisti spíše vyznívají ve prospěch relativně agresivního šakala. Při setkání s výrazně větším psem hyenovým nebývá vlk nijak submisivní a bázlivý. Vztahy s vlčkem etiopským bývají mnohdy napjaté, především když si šelmy navzájem naruší teritorium. Nicméně existuje minimálně jeden případ, kdy mezi vlky žil samec vlčka etiopského, jenž se dokonce pokoušel s vlčicemi pářit.
Konkurenci pro vlka představuje na některých místech hyena skvrnitá, která u mršin dominuje. Občas následuje vlky během období porodů malých gazel a antilop, neboť ví, že jim může jejich případnou kořist vzít. Pokud se podaří hyeně zabít samotného vlka, nežere ho zřejmě s přílišnou chutí a trvá jí dlouho, než ho zkonzumuje.

## Vlidské historii a kultuře
Podobu vlka (dříve označovaného za šakala) měli dva staroegyptští bohové — Anubis a Vepvovet. Oba bohy Egypťané zobrazovali buď v čistě zoomorfní podobě, tedy jako zvíře, nebo v podobě člověka s vlčí hlavou. Jednalo se o strážce pomezí mezi pozemským životem a říší mrtvých a průvodce mrtvých v záhrobí. Anubis vedl mrtvé na jih, Vepvovet na sever. Egyptské město Lykopole (Vlčí město, dnes Asijút) bylo zřejmě pojmenováno na počest smečky vlků, která prý odrazila invazi Etiopanů.
Podle egyptsko-arabského folkloru dokáží vlci jen svým projitím poblíž kurníku způsobit to, že kuřata omdlévají strachy a padají z hřadu. Dále jsou vlci spojováni s magií. Umístění vlčího jazyka do domu údajně způsobí, že jeho obyvatelé se začnou hádat. Jeho maso údajně pomáhá při léčbě epilepsie a šílenství. Srdce má prý chránit toho, jenž ho nosí, před útoky šelem a oko před uhranutím.
Ačkoliv je v islámském náboženském právu považován vlk za haram (jako potravina je zapovězen), vlčí části se používají v marockém lidovém léčitelství. Tuk se využívá k mazání kůže, konzumace masa prý léčí respirační onemocnění a pálení vnitřností při vykuřovacích rituálech údajně zvyšuje plodnost manželských párů. Žlučník má několik využití včetně léčby impotence a jako talisman pro ženy, jež se chtějí nechat rozvést. Další pověra naopak tvrdí, že pokud sní vlčí maso dítě před pubertou, bude navždy prokleto a bude ho provázet smůla.
V neolitickém skalním umění není africký vlk běžným objektem, ačkoli se občas objevuje: je zobrazen v jeskyni Kef Messiouer v provincii Tébessa v Alžírsku, kde je namalován, jak žere divoké prase spolu se lví smečkou. Objevuje se v berberské mytologii, zejména u kmene Ait Seghrouchen v Maroku, kde v lidových příbězích hraje podobnou roli, jako liška ve středověkých evropských bajkách, ačkoli je často obětí podvodů mazanějšího ježka.
Vlk hraje prominentní roli v mýtu stvoření v náboženství národa Serer (Senegal), kde je považován za první živou bytost vytvořenou Roogem, nejvyšším bohem a stvořitelem. V jednom aspektu může být považován za hledače země (bytost vysílaná stvořitelem k potopení se do moře a přinesení pevné substance ke stvoření pevniny), poslaného na Zem Roogem, v jiném jako padlý prorok pro nedodržování božských zákonů. Vlk byl první inteligentní stvoření na Zemi a věřilo se, že zůstane na Zemi poté, co se lidské bytosti vrátí k božské podstatě. Sererové věří, že vlk nejenom předem ví, kdo umře, ale předem sleduje stopy těch, kteří přijdou na pohřeb. Pohyby vlka jsou pečlivě sledovány, protože zvíře je považováno za jasnovidce, jenž přišel z transcendence a udržuje s ní spojení. Ačkoli se má za to, že byl v buši zavržen jinými zvířaty a zbaven své původní inteligence, je stále respektován, protože se odvážil odolat nejvyšší bytosti, která ho stále udržuje naživu.

## Hrozby
Mezinárodní svaz ochrany přírody vlka afrického hodnotí jako málo dotčený druh. Jako hlavní hrozba se obecně udává perzekuce (lov, trávení) ze strany lidí, kteří ve vlkovi vidí škůdce, jenž zabíjí domácí zvířata, případně konzumuje ovoce a obilí, čímž poškozuje úrodu.